# Sarah Douglas (Schauspielerin)

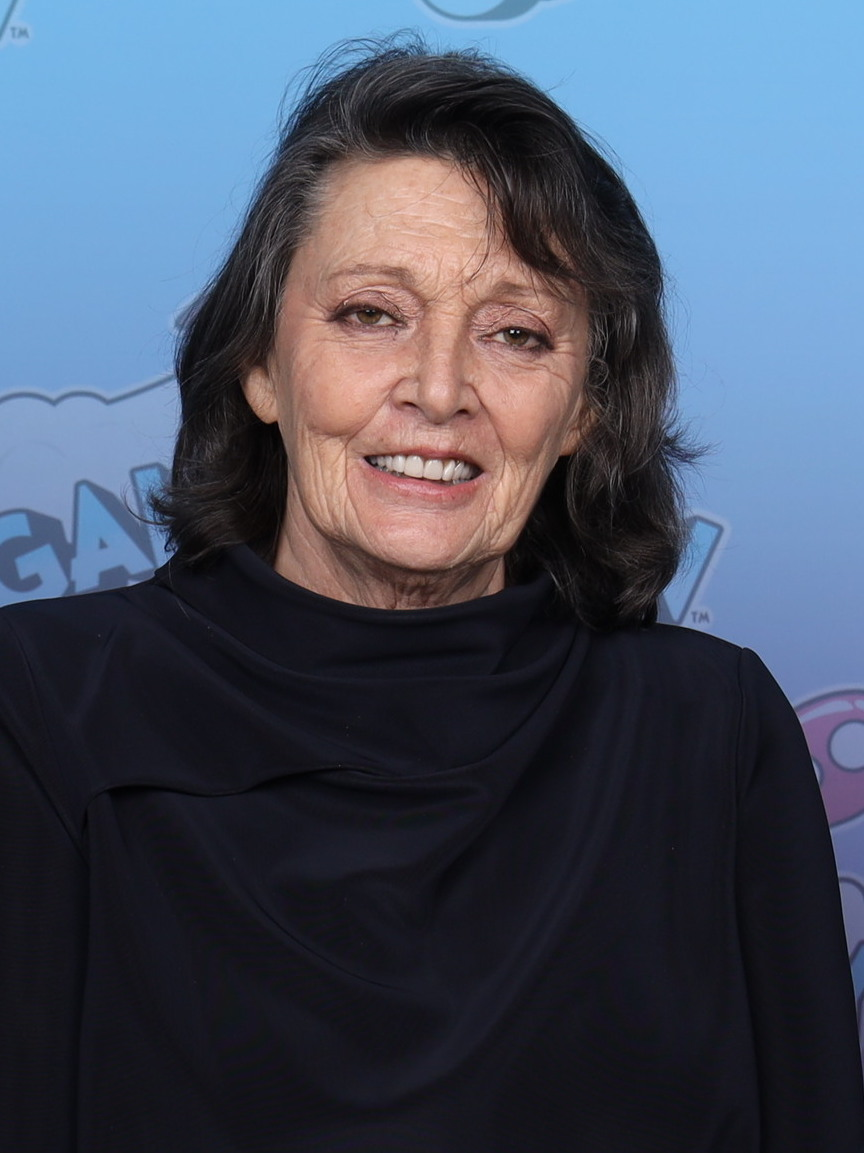
Sarah Douglas (2023)

Sarah Douglas (* 12. Dezember 1952 in Stratford-upon-Avon, Warwickshire) ist eine britische Schauspielerin.

## Leben
Aufgewachsen in der Heimat von William Shakespeare, hatte Sarah Douglas früh den Wunsch, auf der Bühne zu stehen. Im Alter von 14 Jahren trat sie dem National Youth Theatre bei, mit dem schon Kollegen wie Robbie Jarvis, Timothy Dalton oder Alec Newman auf Tournee gingen.
Um ihren Lebensunterhalt zu finanzieren, arbeitete sie zunächst in einer Fabrik und in einem Krankenhaus.
Sie studierte für kurze Zeit Schauspiel und Anglistik in Frankreich, sowie an der Rose Burford Drama School, brach die Ausbildung jedoch 1973 zugunsten einer Rolle in The Final Programme, nach dem Roman von Michael Moorcock, mit Jon Finch und Sandra Dickinson ab.
Es folgten die Fernsehserie The Inheritors und weitere Filme. In Caprona – Die Rückkehr der Dinosaurier stand sie 1977 neben Doug McClure und Patrick Wayne vor der Kamera. Ihre wohl bekannteste Rolle ist die der Ursa, die sie in den Verfilmungen von Superman 1978 sowie 1980 an der Seite von Christopher Reeve, Margot Kidder und Gene Hackman darstellte.
Ab 1983 wirkte sie in der erfolgreichen Prime-Time-Soap Falcon Crest mit, in der sie über zwei Jahre lang die intrigante Pamela Lynch verkörperte, bis sie die Serie 1985 verließ. 1984 war Douglas erneut als bösartige Schönheit in dem Barbarenfilm Conan der Zerstörer mit Arnold Schwarzenegger und Grace Jones auf der Kinoleinwand zu sehen. Außerdem trat sie seinerzeit in einigen Folgen der Serie V – Die außerirdischen Besucher kommen auf.

## Auszeichnungen
1978 wurde Douglas für den Saturn Award für die beste Hauptdarstellerin in der Kategorie Science Fiction für Caprona – Die Rückkehr der Dinosaurier nominiert. Zu ihren Konkurrentinnen gehörten Melinda Dillon, Julie Christie, Joan Collins und Carrie Fisher, die den Preis für Krieg der Sterne entgegennehmen durfte.

## Filmografie (Auswahl)
- 1973: The Final Programme
- 1973: Dracula (Dan Curtis’ Dracula)
- 1975: Rollerball
- 1977:  Caprona – Die Rückkehr der Dinosaurier  (The People That Time Forgot)
- 1978: Superman
- 1979: Simon Templar – Ein Gentleman mit Heiligenschein (Return of the Saint, Fernsehserie, eine Folge)
- 1980: Superman II – Allein gegen alle (Superman II)
- 1983–1985: Falcon Crest (Fernsehserie)
- 1984: Conan der Zerstörer (Conan the Destroyer)
- 1984: V – Die außerirdischen Besucher kommen (Miniserie, Teil 4 und 5)
- 1985: Mord ist ihr Hobby (Fernsehserie, eine Folge)
- 1986: Solarfighters
- 1987: Sledge Hammer! (Fernsehserie, eine Folge)
- 1989: Das grüne Ding aus dem Sumpf (The Return of Swamp Thing)
- 1991: Beastmaster II – Der Zeitspringer (Beastmaster 2: Through the Portal of Time)
- 1993: Return of the Living Dead III
- 1994: Babylon 5 (Fernsehserie, eine Folge)
- 1996: Ritter der Zeit (To the Ends of Time)
- 2010: Hexen – Die letzte Schlacht der Templer (Witchville)
- 2012: Strippers vs Werewolves
- 2015: Emmerdale Farm (Fernsehserie, zwei Folgen)
- 2016: Displacement
- 2017: A Christmas Prince
- 2018: Supergirl (Fernsehserie, eine Folge)
- 2018: A Christmas Prince: The Royal Wedding
- 2019: Holby City (Fernsehserie, eine Folge)
- 2019: A Christmas Prince: The Royal Baby